# Takelot II

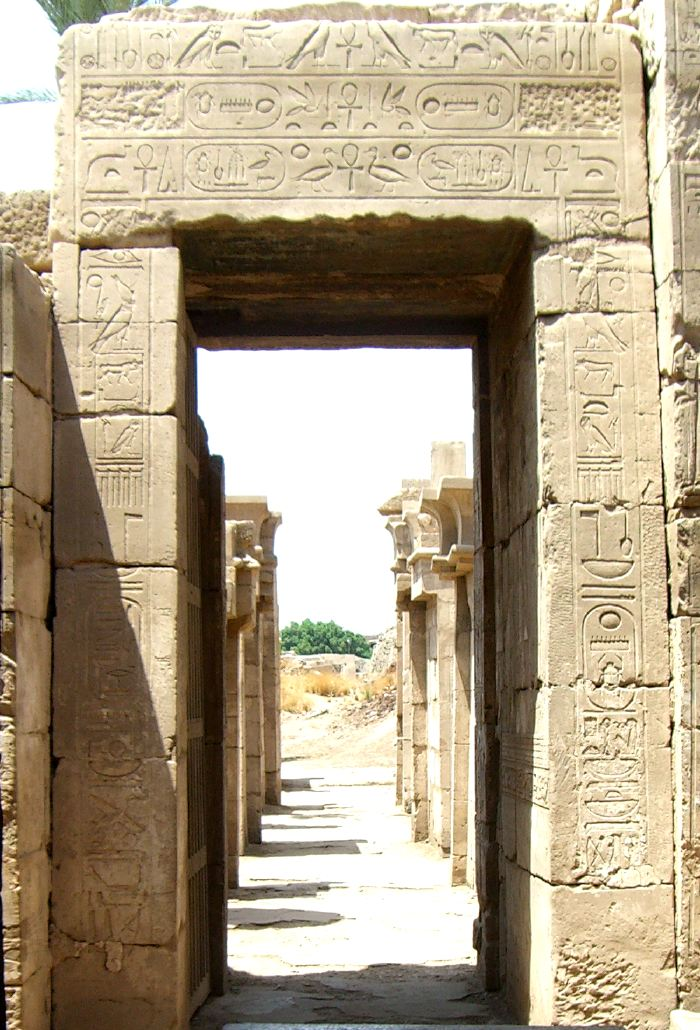
Titulatura de Takélot II inscrita en la jamba izquierda de una puerta del complejo de Amón en Karnak.

Hedyjeperra Setepenra Takelot Meryamón, Takelot II o Takelotis fue el sexto faraón de la dinastía XXII de Egipto, o libia; reina de 850 a 825 a. C. durante el Tercer periodo intermedio de Egipto. Su nombre Hedyjeperra-Setepenra Takelot-Meryamón significa "luminosa es la manifestación de Ra, elegido de Ra, Takelot, amado de Amón". 

## Biografía
Hijo de Osorkon II, dirige el país desde Tanis. Hereda el trono y comparte el poder con su hermanastro Nimlot II, Sumo sacerdote de Amón, rey de Tebas y Heracleópolis, aunque el poder de Nimlot II se extendía más allá de estas ciudades y fue aumentado con la ayuda de sus hijos y aliados. Takelot II se casa con Karoma III Meritmut, la hija de su hermano. 
La muerte de Nimlot II, hacia el año 845 a. C., causa una lucha por el poder en Tebas. Takelot II plantea dejar a su propio hijo, Osorkon, el cargo de Sumo sacerdote de Amón, y esto origina el estallido de una guerra civil, que señala el principio de la desintegración de la monarquía de origen libio. 
El faraón consigue apacigüar los motines, y la calma vuelve de nuevo a la capital. Reúne así bajo su autoridad a Heracleópolis y Tebas. Las relaciones entre Tebas y Tanis, por tanto, van a ser pacíficas durante este periodo, pero cuatro años más tarde tienen lugar nuevos motines, poniendo en entredicho el reinado de Takelot II. 
Takelot II esperaba que le sucedería su hijo mayor, el príncipe Osorkon (filiación dudosa). Sin embargo, es el más joven de sus hijos, Sheshonq III, quien llega al trono. Algunos especialistas también lo muestran como el padre de Osorkon III, de la dinastía XXIII de Egipto. 
No dejó monumento alguno.

## Titulatura
| Titulatura | Jeroglífico | Transliteración (transcripción) - traducción - (referencias) |

| G5 |

| G5 |

| E2 · D40 | N28 | m | R19 |

| E2 · D40 | N28 | m | R19 |

| E2 · D40 | N28 | m | R19 |

| E2 · D40 | N28 | m | R19 |

| G5 |

| G5 |

| E2 · D40 | N28 | m | R19 |

| E2 · D40 | N28 | m | R19 |

| E2 · D40 | N28 | m | R19 |

| E2 · D40 | N28 | m | R19 |

| N5 | S1 | L1 | N5 | U21 · n |

| N5 | S1 | L1 | N5 | U21 · n |

| N5 | S1 | L1 | N5 | U21 · n |

| N5 | S1 | L1 | N5 | U21 · n |

| N5 | S1 | L1 | N5 | U21 · n |

| N5 | S1 | L1 | N5 | U21 · n |

| N5 | S1 | L1 | N5 | U21 · n |

| N5 | S1 | L1 | N5 | U21 · n |

| N5 | S1 | L1 | N5 | U21 · n |

| N5 | S1 | L1 | N5 | U21 · n |

| N5 | S1 | L1 | N5 | U21 · n |

| N5 | S1 | L1 | N5 | U21 · n |

| N5 | S1 | L1 | N5 | U21 · n |

| N5 | S1 | L1 | N5 | U21 · n |

| N5 | S1 | L1 | N5 | U21 · n |

| N5 | S1 | L1 | N5 | U21 · n |

| i | mn · n | U33 | V31 · r | N36 · V13 |

| i | mn · n | U33 | V31 · r | N36 · V13 |

| i | mn · n | U33 | V31 · r | N36 · V13 |

| i | mn · n | U33 | V31 · r | N36 · V13 |

| i | mn · n | U33 | V31 · r | N36 · V13 |

| i | mn · n | U33 | V31 · r | N36 · V13 |

| i | mn · n | U33 | V31 · r | N36 · V13 |

| i | mn · n | U33 | V31 · r | N36 · V13 |

| i | mn · n | U33 | V31 · r | N36 · V13 |

| i | mn · n | U33 | V31 · r | N36 · V13 |

| i | mn · n | U33 | V31 · r | N36 · V13 |

| i | mn · n | U33 | V31 · r | N36 · V13 |

| i | mn · n | U33 | V31 · r | N36 · V13 |

| i | mn · n | U33 | V31 · r | N36 · V13 |

| i | mn · n | U33 | V31 · r | N36 · V13 |

| i | mn · n | U33 | V31 · r | N36 · V13 |